# Michael Krause
Michael Krause (Magdeburgo, 24 luglio 1946 – Magdeburgo, 23 giugno 2024) è stato un hockeista su prato tedesco.

## Biografia
Con la nazionale della Germania Federale prese parte a tre edizioni olimpiche consecutive: nel 1968, nel 1972 e nel 1976. In quella del 1976 vinse l'oro.
Michael Krause morì il 23 giugno 2024 all'età di 77 anni.